# Беван, Том
Том Беван (1868–1938) ― английский детский писатель. Также писал под псевдонимом Уолтер Бэмфилд. Том Беван писал приключенческие рассказы для детей. Работал также школьным учителем и писал детские научно-популярные книги.

## Биография
Родился в 1868 году в Монмутшире, Англия, Великобритания. Том Беван получил образование в школе сэра Томаса Рича в Глостере и колледже Святого Павла в Челтнеме , педагогическом колледже, получившем квалификацию Бристольского университета.
Беван начал писать исторические приключенческие рассказы для детей, работая учителем в школе. В 1920-х годах он был редактором отдела образования в газете «Sampson Low and Marston» . Беван внес свой вклад в развитии несколько журналов для мальчиков, включая журнал «Все истории» и «Boy's Own Paper».
Беван также писал научно-популярные книги для детей. В его «Рассказах из британской истории: 54 г. до н.э. - 1485 г. н.э.» писатель размышляет, например, о степени, в которой исторические пьесы Уильма Шекспира представляют историческую правду.
Том Беван умер в 1938 году.